# مارسيو لايت
مارسيو لايت هو لاعب كرة قدم برازيلي في مركز الوسط، ولد في 5 أغسطس 1984 في أراكاجو في البرازيل. لعب مع ميلواكي وايف ونادي شمال كارولاينا.